# Manolo Bienvenida
Manuel Mejías Jiménez (Dos Hermanas, 23 de noviembre de 1912-San Sebastián, 31 de agosto de 1938), fue un torero español cuyo nombre profesional era Manolo Bienvenida.

## Biografía
Fue un torero español de la dinastía de los Bienvenida. Hijo del torero Manuel Mejías Rapela, apodado «El Papa Negro», y hermano, entre otros, del célebre Antonio Bienvenida. 
Tomó la alternativa en la plaza de Zaragoza el 30 de junio de 1929, de manos de Antonio Márquez y Francisco Royo "Lagartito" de testigo, con el toro: "Mahometano" de Antonio Flores al que le cortó las dos orejas y el rabo. 
La confirmó en Madrid el 12 de octubre de 1929 en un mano a mano con Marcial Lalanda, con el toro: "Huerfanito" de Alipio Pérez Tabernero.
Fue uno de los toreros que inauguró la plaza de toros de Las Ventas el 17 de junio de 1931.
Fue un torero largo, tenía un exquisito conocimiento de las suertes. Era lucido con las banderillas y parco con la espada. Tenía gran afición, con toreo alegre y mucha casta. Prometía mucho y fue de los más destacados de la dinastía. Cuando murió era el que mandaba.
Salió 4 veces por la Puerta Grande de Las Ventas (años: 1935-dos veces- y 1936 otras dos). Concretamente el 3 de junio de 1935 le cortó a un toro las dos orejas y el rabo.
Temporadas: 1929 toreó en España 31 corridas; en 1930, 73, quedando segundo del escalafón; 1931, 82; 1932, 8 y 1935, 64, quedando primero del escalafón.
Su mejor temporada fue la de 1935, en la que toreó 65 corridas.
Murió a los 25 años, en San Sebastián, tras una intervención quirúrgica.